# قدم (وحدة قياس)
القدم (بالإنجليزية: Foot)‏ هي وحدة قياس للطول، لا تنتمي إلى نظام الوحدات الدولي. يقاس بها الطول. يعمل بها في النظام الأنجليزي والأمريكي وغيرهما. تتغير قيمتها من نظام إلى نظام ولكنها تتراوح عموماً ما بين ربع المتر وثلثه. القياس الأكثر شيوعاً للقدم الآن هو وحدة القدم الدولية والتي يبلغ طولها بالتحديد 0.3048 متراً.
القدم يساوي ثلث اليارد.
ويساوي 12.000000000000001 بوصة.
ويساوي 1.3 شبر.
ويساوي 3.0000000000000004 يد.
ويساوي 0.6666666666666667 ذراع (وحدة قياس إنكليزية)

## لمحة تاريخية
استخدمت وحدة القدم قديمًا جزءًا من أنظمة الوحدات المحلية في العديد من البلدان مثل أنظمة الوحدات اليونانية، والرومانية، والصينية، والفرنسية، والإنجليزية، بينما استخدم المصريون والهنود القدماء وبلاد الرافدين وحدة الذراع مقياسًا للأطوال. كانت وحدة القدم تختلف في الطول من بلد إلى أخرى كما كانت أطوالها تتباين أحيانًا باختلاف المادة التي يتم قياسها بها، وكانت تتراوح بوجه عام ما بين 250 و335 ملليمتر، وكان الإغريق والرومان يقسمونها إلى 16 قسمًا، ثم قسمها الرومان في العصور اللاحقة إلى 12 قسمًا، وهي ما عرفت فيما بعد بوحدات البوصة والأونصة. لا تزال وحدة القدم معترف بها قانونًا في المملكة المتحدة منذ عام 1959، ويميل العامة إلى استخدامها كمقياس للارتفاعات والأطوال في كل من المملكة المتحدة وكندا. كما تستخم وحدة القدم كمقياس للارتفاعات على نطاق واسع في مجال الطيران الدولي.
تضاهي وحدة القدم الدولية في الطول قدمًا بشرية يبلغ مقاس حذاءها 48 بمقاييس الأحذية العربية أو الأوروبية، أو 13 بالمقياس الإنجليزي أو 14 بالمقياس الأمريكي.
استخدم جسم الإنسان على مدار التاريخ كمعيار تحدد على أساسه وحدات القياس الطولية ليسهل التعامل بها في عمليات البيع والشراء وتسيير أمور الحياة المختلفة. كان طول قدم الرجل الأبيض يساوي حوالي 15.3٪ من طوله. فإذا كان طول الشخص على سبيل المثال 160 سنتيمترًا؛ فإن طول قدمه يكون حوالي 245 ملليمترًا تقريبًا.

### في اليونان القديمة
تشير أطوال وارتفاعات المعابد اليونانية إلى استخدام الإغريق لقدم يراوح طولها بين 295 و325 ملليمترًا.

### في فرنسا
أعاد نابليون بونابارت في فرنسا وحدات القياس الفرنسية التقليدية للاستخدام في عام 1812 وحتى عام 1837، وكان من بينها وحدة القدم المترية التي كانت تعادل ثلث طول المتر.

### في ألمانيا
أصبح هناك ثلاثة تعريفات مختلفة لأطوال وحدة القدم مستخدمة في أنحاء ألمانيا مع تأسيس اتحاد الراين في جنوب غرب ألمانيا في عام 1806 تستند جميعها إلى القياس المتري، حيث:
في ولاية هيسن: كانت القدم تساوي 25 سنتيمتر.
في ولاية بادن: كانت القدم تساوي 30 سنتيمتر.
في ولاية بالاتينيت: كانت القدم تساوي 33 سنتيمتر أو ثلث المتر كما في فرنسا.

## وحدة القدم الدولية
حددت الاتفاقية الدولية للياردة والرطل الدولي في يوليو 1959 طول وحدة الياردة الدولية في كل من الولايات المتحدة الأمريكية ودول الكومنولث كوحدة قياس طول تساوي بالضبط 0.9144 مترًا. ومن ثَمّ حددت وحدة القدم الدولية كوحدة قياس طول تساوي بالضبط 0.3048 مترًا. ما يعني أن التعريف الجديد لوحدة القدم كان أقل بمقدار 2 جزء في المليون من التعريف السابق لها في الولايات المتحدة الأمريكية، وأكبر بمقدار 1.7 جزء في المليون من التعريف البريطاني السابق لها.

### قدم المسح
كان قدرًا كبيرًا من بيانات المساحة لا يزال متاحًا وفقًا للتعريفات القديمة لوحدة القدم في كل من الولايات المتحدة الأمريكية والمملكة المتحدة، وكان هذا الفارق الضئيل جدًا في الطول بين التعريفين إذا ما استعمل في مجالٍ رسم الخرائط أو نظم الإحداثيات، فقد يعني مئات الأميال على أرض الواقع خاصة في المناطق ذات المساحات الشاسعة مثل الهند أو الولايات المتحدة الأمريكية. لذا استمر استخدام التعريفات السابقة لوحد القدم في أعمال المسح في الولايات المتحدة الأمريكية والهند لسنوات عديدة، واصطلح على تسميتها بقدم المسح لتمييزها عن وحدة القدم الدولية.
يخطط المعهد الوطني للمعايرة والتكنولوجيا في الولايات المتحدة الأمريكية، ومعهد المسح الجيوديسي الوطني الأمريكي ومكتب المستشار العام بوزارة التجارة الأمريكية للتخلص التدريجي من استخدام وحدات المسح الأمريكية القديمة واستبدالها بالوحدات الدولية بدءًا من عام 2022.